# Amata chloroscia
Amata chloroscia är en fjärilsart som beskrevs av George Francis Hampson 1901. Amata chloroscia ingår i släktet Amata och familjen björnspinnare. Inga underarter finns listade i Catalogue of Life.